# Cadman Glacier
Cadman Glacier är en glaciär i Antarktis. Den ligger i Västantarktis. Argentina, Chile och Storbritannien gör anspråk på området. Cadman Glacier ligger 295 meter över havet.
Terrängen runt Cadman Glacier är varierad. Cadman Glacier ligger nere i en dal. Trakten är obefolkad. Det finns inga samhällen i närheten. 